# Пинцоло
Пинцо̀ло (на италиански: Pinzolo, на местен диалект: Pinzöl, Пинцьол) е малко градче и община в Северна Италия, автономна провинция Тренто, автономен регион Трентино-Южен Тирол. Разположено е на 770 m надморска височина. Населението на общината е 3156 души (към 2015 г.).